# Arabesk
L'Arabesk è uno stile musicale turco che si rifà alla musica araba. Il genere è stato particolarmente popolare in Turchia negli anni '60 e '90. Come con la stessa musica araba, la sua estetica si è evoluta nel corso dei decenni. Sebbene melodie e ritmi siano prevalentemente bizantini e arabi, trae spunto anche da altri aspetti della musica balcanica e mediorientale, tra cui musica bağlama e forme ottomane di musica orientale . La musica arabesk è per lo più in chiave minore, tipicamente in modo frigio, e i temi tendono a concentrarsi su desideri di nostalgia, malinconia, conflitti e amore.

## Descrizione e storia
Una percentuale molto piccola dell'Arabesk è esclusivamente strumentale. Per la maggior parte, un cantante è al centro della musica. I cantanti maschi hanno dominato il genere nei suoi primi anni, ma le cantanti femminili probabilmente hanno predominato durante i suoi anni di punta di popolarità. Contemporaneamente all'afflusso di cantanti femminili, il suono è diventato più vivace e ottimista.
Orhan Gencebay è generalmente considerato il fondatore del genere (anche se non è d'accordo con l'uso del termine). Altri cantanti famosi sono Müslüm Gürses, Ferdi Tayfur e Hakkı Bulut. Uno dei più prolifici e di successo commerciale è İbrahim Tatlıses, che ha battuto tutti i record di vendita in Turchia nel 1978 e continua a produrre musica popolare fino ad oggi. Ha mantenuto popolarità nella scena Arabesk negli ultimi anni attraverso il remix delle sue tracce in piste da club amiche della danza.
Il puro album Arabesk “Acıların Kadını” (donna di dolore) del cantante Bergen è stato l'album più venduto in Turchia nel 1986 e potrebbe essere abbastanza etichettato come uno degli album classici del genere. Bergen ha avuto molti altri album di successo di Arabesk negli anni '80.
Altri cantanti includono Ismail YK, Ebru Gündeş, Seda Sayan, Sibel Can . I cantanti Muazzez Ersoy e Bülent Ersoy si designano come moderni esponenti della musica classica ottomana. Zerrin Özer ha anche realizzato album in arabesk tra il 1982 e il 1988, incluso il suo album chiamato "Mutluluklar Dilerim", pubblicato nel 1984. Uno dei nomi importanti della musica arabesca che morì nel 2012 era Azer Bülbül .
Un tema comune nelle canzoni arabeque è la rappresentazione altamente abbellita e angosciante di amore e desiderio, insieme a amore, dolore e dolore non corrisposti. Questo tema presentava differenze di classe nei primi anni 1960-70, durante le quali la maggior parte dei seguaci del genere  si identificava principalmente come classe operaia e classe media inferiore. Il compositore turco Fazıl Say ha ripetutamente condannato e criticato il genere Arabesk, sostenendo che l'ascolto dell'Arabesk "equivale al tradimento".